# Kotstein
Kotsteine, auch Koprolith, Fekalom, Faecalith oder Enterolith genannt, sind steinartige Gebilde, deren Kern zum Beispiel aus massiv eingedicktem Kot bestehen, um den herum sich Schichten aus Schleim und eingetrocknetem Darminhalt abgelagert haben können. Sie können auch durch Anlagerung von Darminhalt an unverdauliche Fremdkörper entstehen. Sie gehören zu den Darmkonkrementen.

## Kotsteine beim Menschen

### Vorkommen und klinische Erscheinungen
Kotsteine lagern sich bevorzugt in blind endenden Abschnitten des Darmes ab. Beim Menschen treten Kotsteine vor allem in Divertikeln des Colons (Dickdarm), im Blinddarm (Caecum) und in der Appendix vermiformis (Wurmfortsatz) sowie in der Mastdarmampulle (Ampulla recti) auf.
Kleine Kotsteine sind zu Beginn meist symptomlos. Zu Komplikationen kommt es, wenn Kotsteine einen Darmverschluss (Ileus) mit seinen Konsequenzen oder eine Darmperforation mit anschließender Bauchfellentzündung (Peritonitis) oder Kotabszess auslösen.

### Diagnostik
Oft werden Kotsteine erst bei einer Operation oder im Rahmen einer Sektion erkannt. Kotsteine im Enddarm kann man eventuell mit dem Finger tasten. In der Endoskopie kann man sie sehen, wenn sie im untersuchten Darmlumen liegen. Im Ultraschall kann man sie manchmal als helle, schattengebende Flecken im Wurmfortsatz oder in Divertikeln erkennen. Der Ultraschall kann aber nicht zwischen Kotsteinen und Luft unterscheiden.

### Therapie
Kotsteine, die einen Ileus oder einen Darmdurchbruch bei Blinddarmentzündung oder Divertikulitis verursacht haben, werden operativ entfernt. Kotsteine im Enddarm kann man manchmal manuell ausräumen oder durch mehrfache Einläufe auflösen.

## Kotsteine bei Tieren
In der Tiermedizin spielen Kotsteine nur beim Pferd eine Rolle. Hier treten Kotsteine vor allem im Colon dorsale dextrum auf, der rechten oberen Längsläge des aufsteigenden Grimmdarms. Sie verursachen jedoch selten Verstopfungen. Erst wenn sie in das Querkolon (Colon transversum) oder das kleine Colon (Colon descendens) gelangen, können sie zu einer Verlegung des Darmlumens und damit zu einer Kolik führen. Auch eine Nekrose der Darmschleimhaut kann auftreten. Betroffen sind vor allem Araber und ihre Kreuzungen. Auslöser für Kotsteine ist häufig alkalisierendes Futter, das reich an Protein, Phosphor und Magnesium ist, vor allem Luzerneheu. Kotsteine entstehen langsam. Große runde Steine haben das größte Risiko, zu einer Verstopfung (Obstipation) zu führen. Betroffene Pferde hatten zuvor häufiger Koliken oder einen Abgang kleinerer Kotsteine. Bei inkomplettem Darmverschluss treten häufig Durchfall und Flatulenzen auf. Die Diagnostik mittels Röntgenaufnahme ist unzuverlässig, etwa ein Drittel der Kotsteine werden durch dieses Verfahren nicht erkannt. Auch eine Ultraschalldiagnostik ist möglich. Die Behandlung erfolgt durch chirurgische Entfernung des Kotsteins, die Prognose ist umso besser, je eher der Kotstein erkannt wurde und wenn die Darmschleimhaut noch unverändert ist. Bei einer Perforation des Darms und Kontamination der Bauchhöhle mit Darminhalt ist eine Einschläferung meist unumgänglich.